# ماركو باونوفيتش
ماركو باونوفيتش هو لاعب كرة قدم صربي في مركز الدفاع، ولد في 28 يناير 1988 في زاييتشار في صربيا. لعب مع تيموك زاييتشار ونابريداك كروشيفاتس.

## وصلات خارجية
- ماركو باونوفيتش على موقع قاعدة بيانات كرة القدم.إي يو (الإنجليزية)
- ماركو باونوفيتش على موقع Soccerway.com (الإنجليزية)